# Arvet efter Alberta
Arvet efter Alberta är en kriminalroman av Maria Lang (pseudonym för Dagmar Lange), utgiven första gången 1977 på bokförlaget Norstedts. Romanen har översatts till danska, finska och ryska.

## Handling
Arvet efter Alberta påverkar hela släkten. De anhöriga samlas i den skära villan med de lustiga balkongerna vid den översvämmade Skogasjön, och redan veckan efter Albertas begravning är grälet i full gång. Advokaten Svante Strand från firman Strand, Strand och Strand i Örebro försöker tafatt skapa ordning i fejden men det blir inte lättare av att det finns två testamenten, ett från 1966 och ett som bara är ett halvår gammalt.
Vem ska ärva vad? Och hur kommer den märkliga medaljongen och kvinnoporträttet i verandarummet in i bilden? Ett till mord tvingar Christer Wijk, som är på väg mot Stockholm, att vända tillbaka till Skoga.